# Ontherus digitatus
Ontherus digitatus là một loài bọ cánh cứng trong họ Bọ hung (Scarabaeidae).